# Acrasia chimalensis
Acrasia chimalensis is een vlinder van de familie van de spanners (Geometridae). De wetenschappelijke naam van deze soort is voor het eerst voorgesteld door Martin Krüger in een publicatie uit 2013.
De soort komt voor in Tanzania.